# Euscelidius obenbergeri
Euscelidius obenbergeri är en insektsart som beskrevs av Dlabola 1957. Euscelidius obenbergeri ingår i släktet Euscelidius och familjen dvärgstritar. Inga underarter finns listade i Catalogue of Life.